# Monotoner Operator
Ein monotoner Operator ist ein Begriff aus der Mathematik aus dem Teilgebiet der nichtlinearen Funktionalanalysis. Sie sind besondere (nicht lineare) Operatoren und eine Verallgemeinerung der monotonen reellen Funktionen einer Variable.

## Definition
Es seien {\displaystyle V} ein normierter Raum und {\displaystyle M\subset V} eine konvexe Teilmenge von {\displaystyle V}. Ein (nicht linearer) Operator {\displaystyle F\colon M\rightarrow V^{*}} heißt monoton, falls für alle {\displaystyle x,y\in M} die Ungleichung
{\displaystyle \langle x-y,F(x)-F(y)\rangle \geq 0}
gilt. Hierbei bezeichnet {\displaystyle V^{*}} den topologischen Dualraum von {\displaystyle V} und {\displaystyle \langle \cdot ,\cdot \rangle } die duale Paarung {\displaystyle V\times V^{*}\rightarrow \mathbb {K} ,\,(x,f)\mapsto f(x)}.
Diesen Begriff kann man wörtlich auf allgemeinere Raumklassen, insbesondere auf lokalkonvexe Räume, übertragen. Weiter kann dieser Begriff auf mengenwertige Funktionen {\displaystyle F\colon M\rightarrow {\mathcal {P}}(V^{*})} ausgedehnt werden. Eine solche Funktion heißt dann monoton, falls für alle {\displaystyle x,y\in M} und {\displaystyle f\in F(x),g\in F(y)} die Ungleichung
{\displaystyle \langle x-y,f-g\rangle \geq 0}
gilt.

## Anwendung
Der Begriff des monotonen Operators hat viele Anwendungen in der nichtlinearen Funktionalanalysis, insbesondere bei nichtlinearen partiellen Differentialgleichungen.